# Compsoneura debilis
Compsoneura debilis är en tvåhjärtbladig växtart som först beskrevs av Richard Spruce och A.Dc., och fick sitt nu gällande namn av Otto Warburg. Compsoneura debilis ingår i släktet Compsoneura, och familjen Myristicaceae. Inga underarter finns listade i Catalogue of Life.